# Casuarina stricta
Casuarina stricta é uma espécie de planta com flor pertencente à família Casuarinaceae. 
A autoridade científica da espécie é Aiton, tendo sido publicada em Hortus Kewensis; or, a catalogue . . . 3: 320. 1789.

## Portugal
Trata-se de uma espécie presente no território português, nomeadamente em Portugal Continental.
Em termos de naturalidade é introduzida na região atrás indicada.

## Protecção
Não se encontra protegida por legislação portuguesa ou da Comunidade Europeia.